# Дуленко Олександр Сергійович
Олександр Сергійович Дуленко (нар. 14 липня 1982 — 1 березня 2016) — солдат Збройних сил України, учасник російсько-української війни.

## Життєпис
Народився 14 липня 1982 року в Дніпрі.
Солдат 1-го взводу 2-ї аеромобільно-десантної роти 1-го аеромобільного батальйону 80-ї окремої десантно-штурмової бригади.
1 березня 2016-го військовослужбовці вирушили в район проведення навчальних стрільб — мали відбутися між селищами Мирна Долина та Тошківка Попаснянського району (Луганська область). Близько 11:40, рухаючись ґрунтовою дорогою уздовж лісосмуги в напрямі Тошківки, під час спроби розвернутися легкоброньований автофургон «Hummer» наїхав на протитанкову міну «ТМ-64». Внаслідок підриву загинув Олександр, Андрій Питак та Артем Воронюк.
Похований в Дніпрі на кладовищі ж\м Шевченко.

## Нагороди та вшанування
- 23 серпня 2018 року указом Президента України № 239/2018, за особисту мужність і самовіддані дії, виявлені у захисті державного суверенітету та територіальної цілісності України, нагороджений орденом «За мужність» III ступеня (посмертно)[1].